# Maestro dei Mesi
Maestro dei Mesi (fl. XIII secolo) è stato uno scultore italiano artefice di un ciclo dei mesi già al Duomo di Ferrara, oggi conservato nel Museo della Cattedrale.
Si tratta di un seguace di Benedetto Antelami attivo almeno tra il 1220 e il 1230, al quale è stata attribuita anche la lunetta con il Sogno e Adorazione dei Magi nella chiesa di San Mercuriale di Forlì.

## La Porta dei Mesi
Nel ciclo dei mesi, realizzato intorno al 1225-30, scolpì dodici figure con i lavori agricoli stagionali o altri soggetti ispirati all'analogo ciclo di Antelami e bottega presso il Battistero di Parma. Nella sua opera egli però si discosta in alcune caratteristiche dal maestro riuscendo anche a superarlo.
Uno dei punti di forza delle sue opere è l'estrema verosimiglianza e attenzione alla resa dei dettagli. Per esempio nel Settembre è raffigurato un contadino occupato nella vendemmia: incredibilmente realistica è la vite, ma il cesto di vimini arriva al vero e proprio virtuosismo, assieme ad altri dettagli raffinati come la cuffia del contadino che lascia intuire la forma delle orecchie. L'atmosfera di concentrazione solenne testimonia come il lavoro venisse ormai visto come azione nobilitante e salvifica, opposta all'interpretazione derivata dalla Genesi del lavoro manuale come maledizione divina.
Un altro mese interessante è quello di Gennaio, dove l'avvicendamento dell'anno vecchio e nuovo è rappresentato recuperando la personificazione antica con Giano bifronte, una vera e propria citazione di opere classiche. Quindi in questo artista si ritrovano già le due caratteristiche tipiche della scultura gotica italiana, ovvero il naturalismo ed il classicismo.

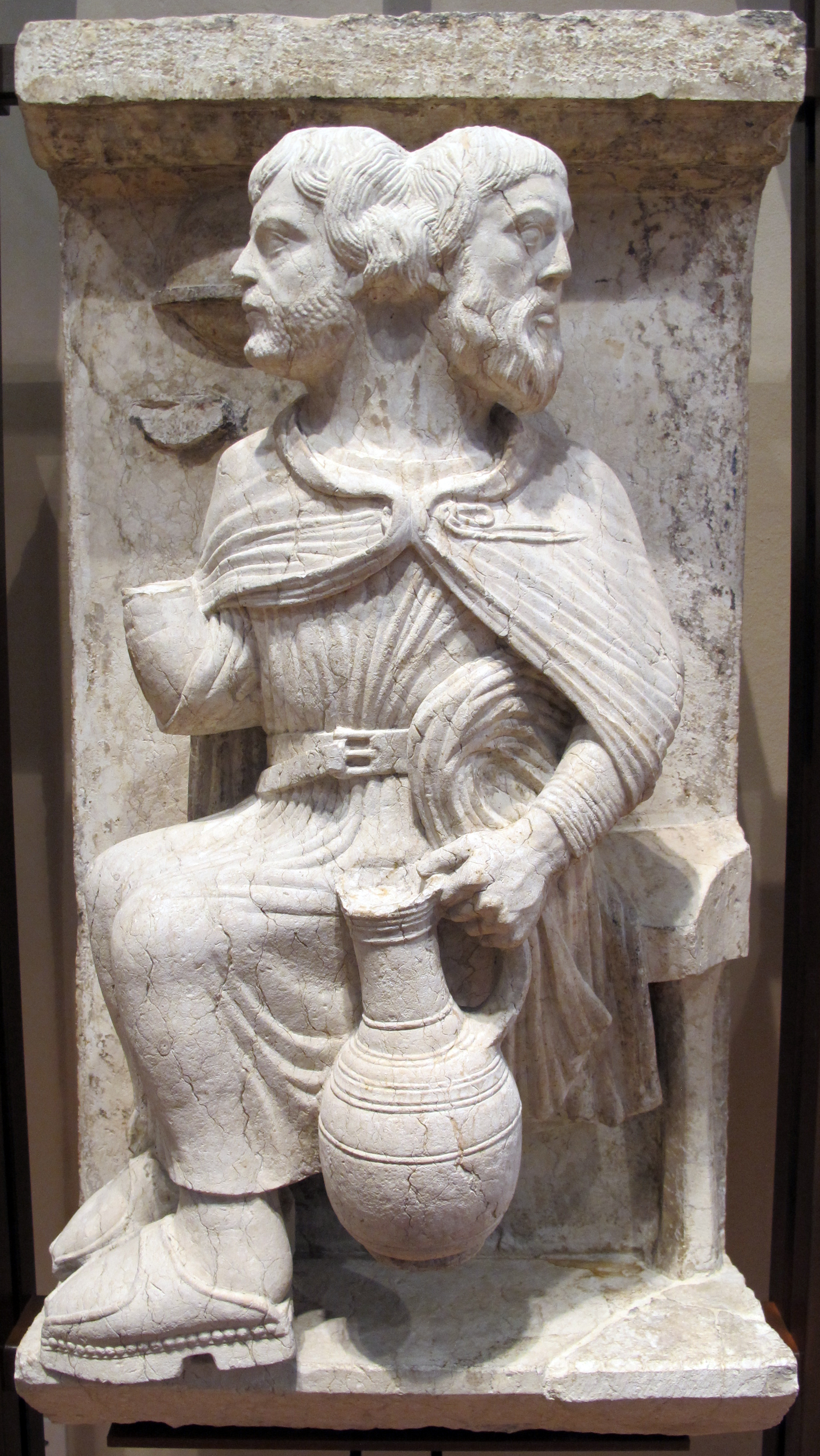
Giano bifronte , gennaio
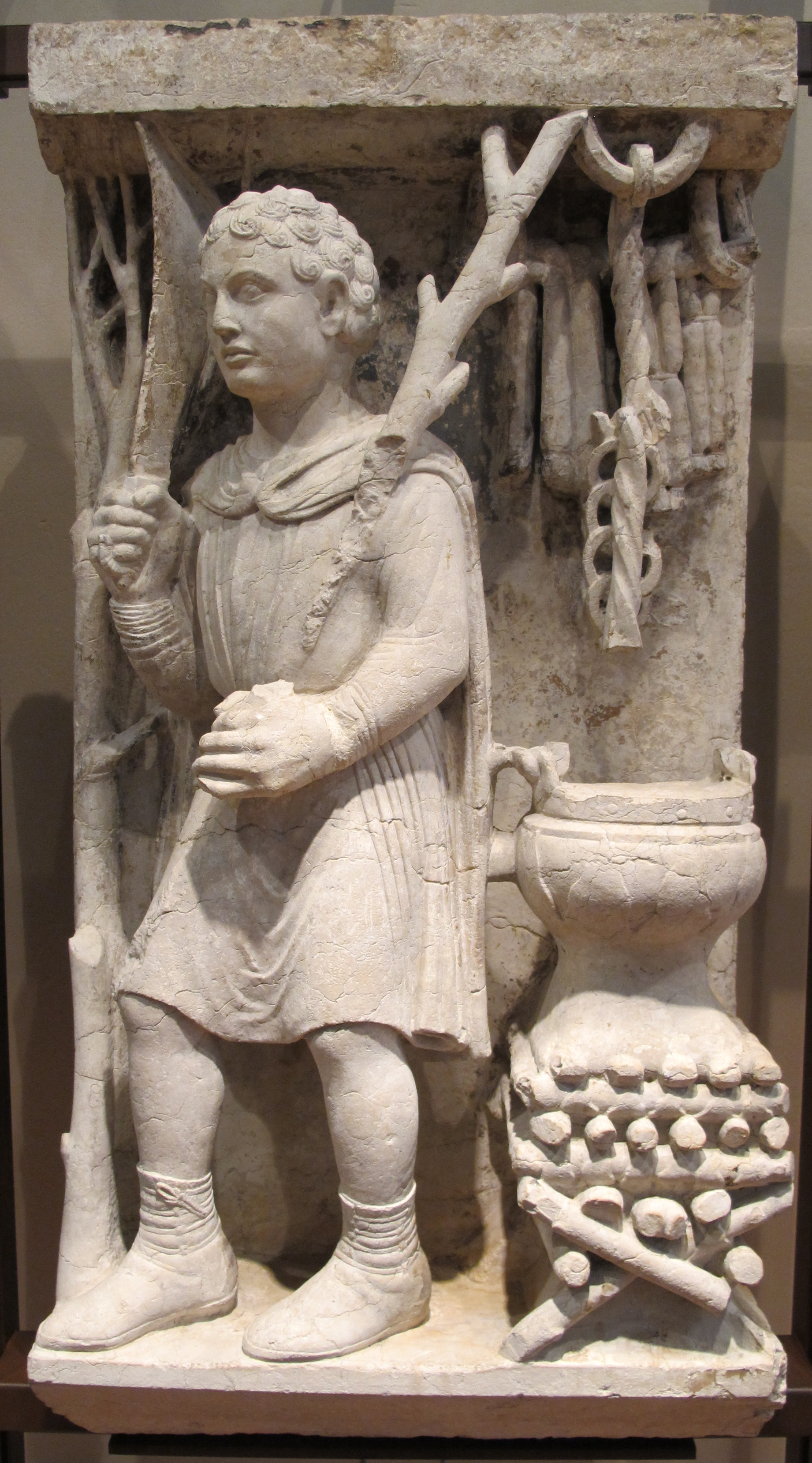
Potatura, febbraio
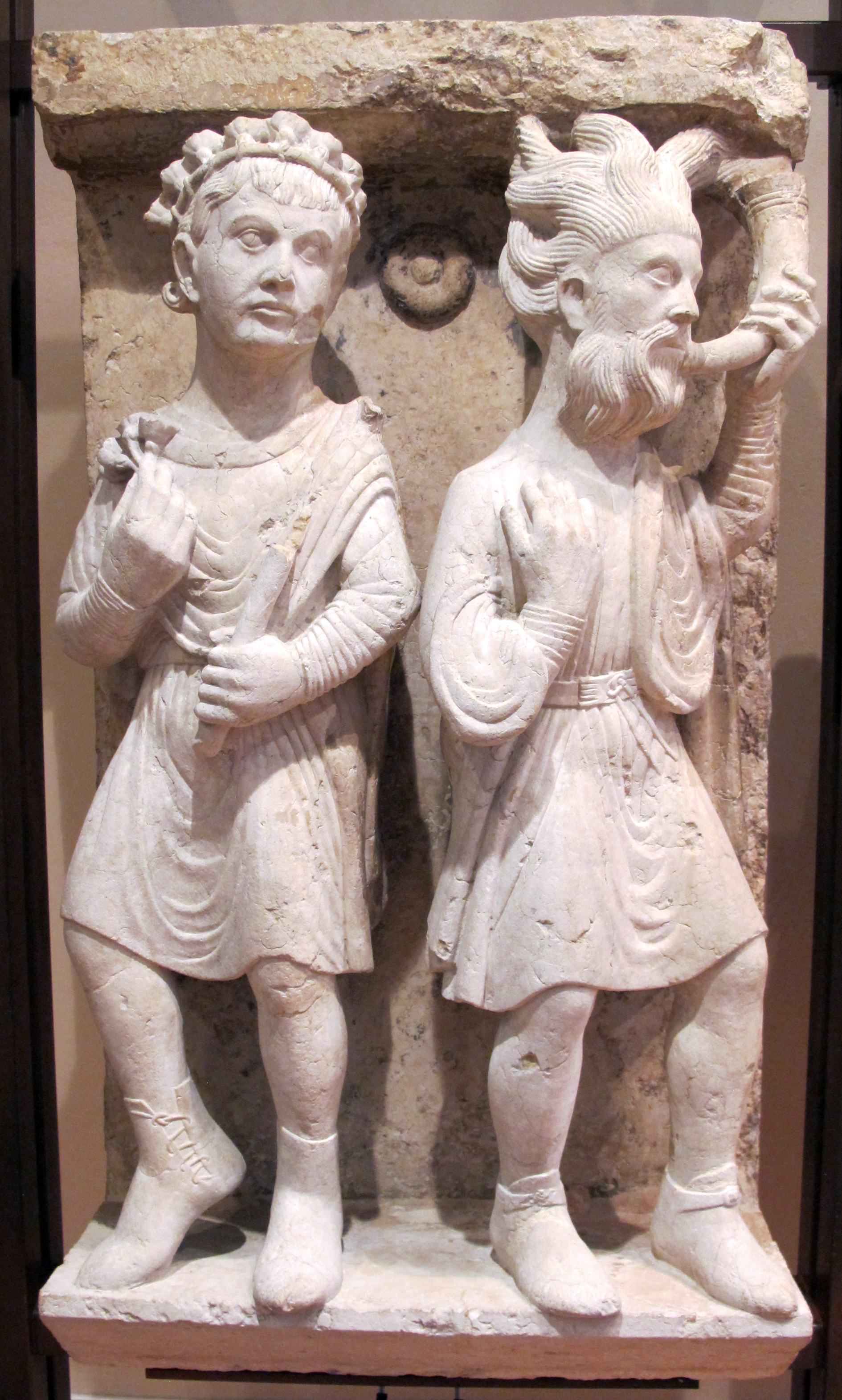
marzo e aprile
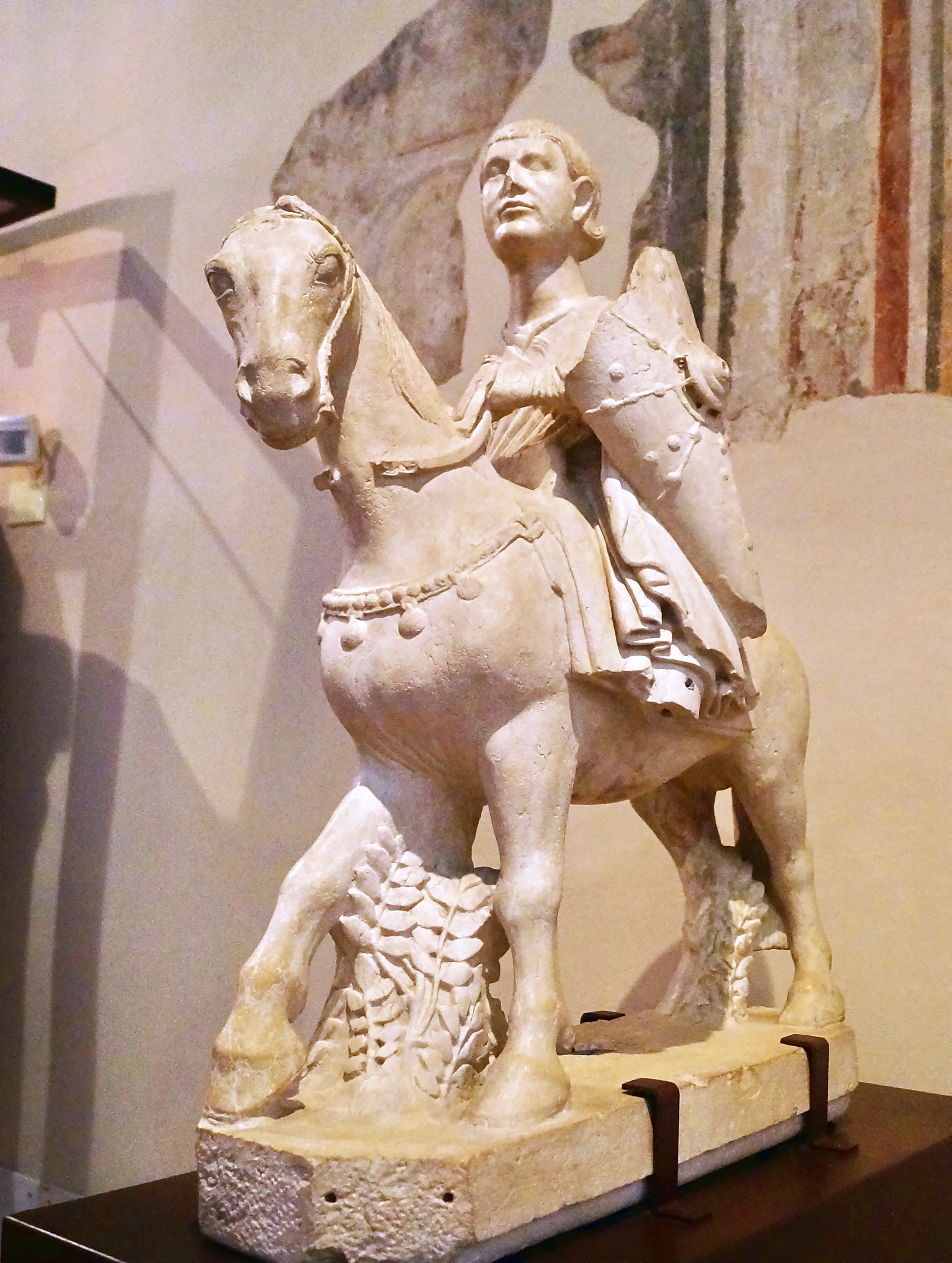
Cavaliere , maggio
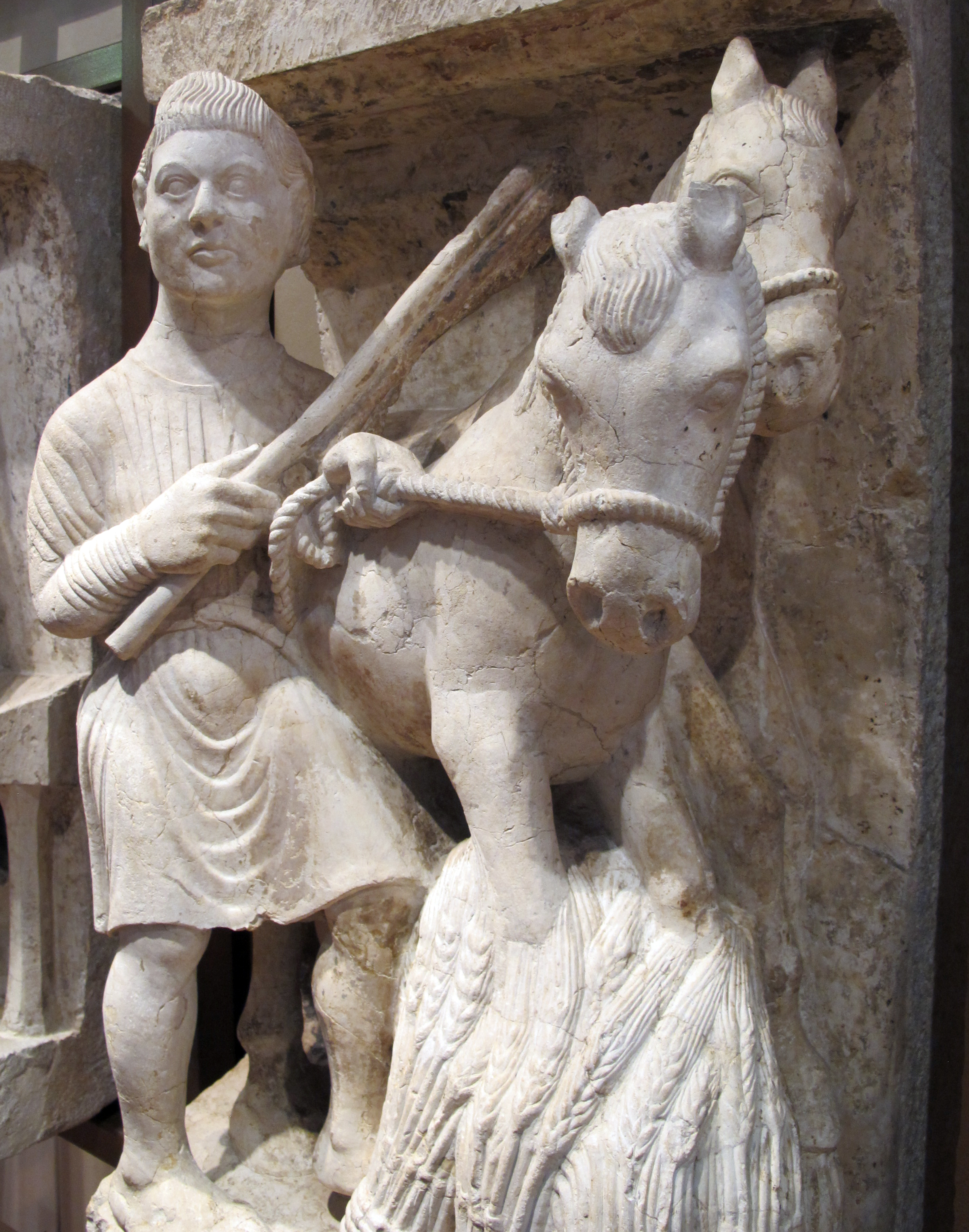
Trebbiatura del grano, luglio
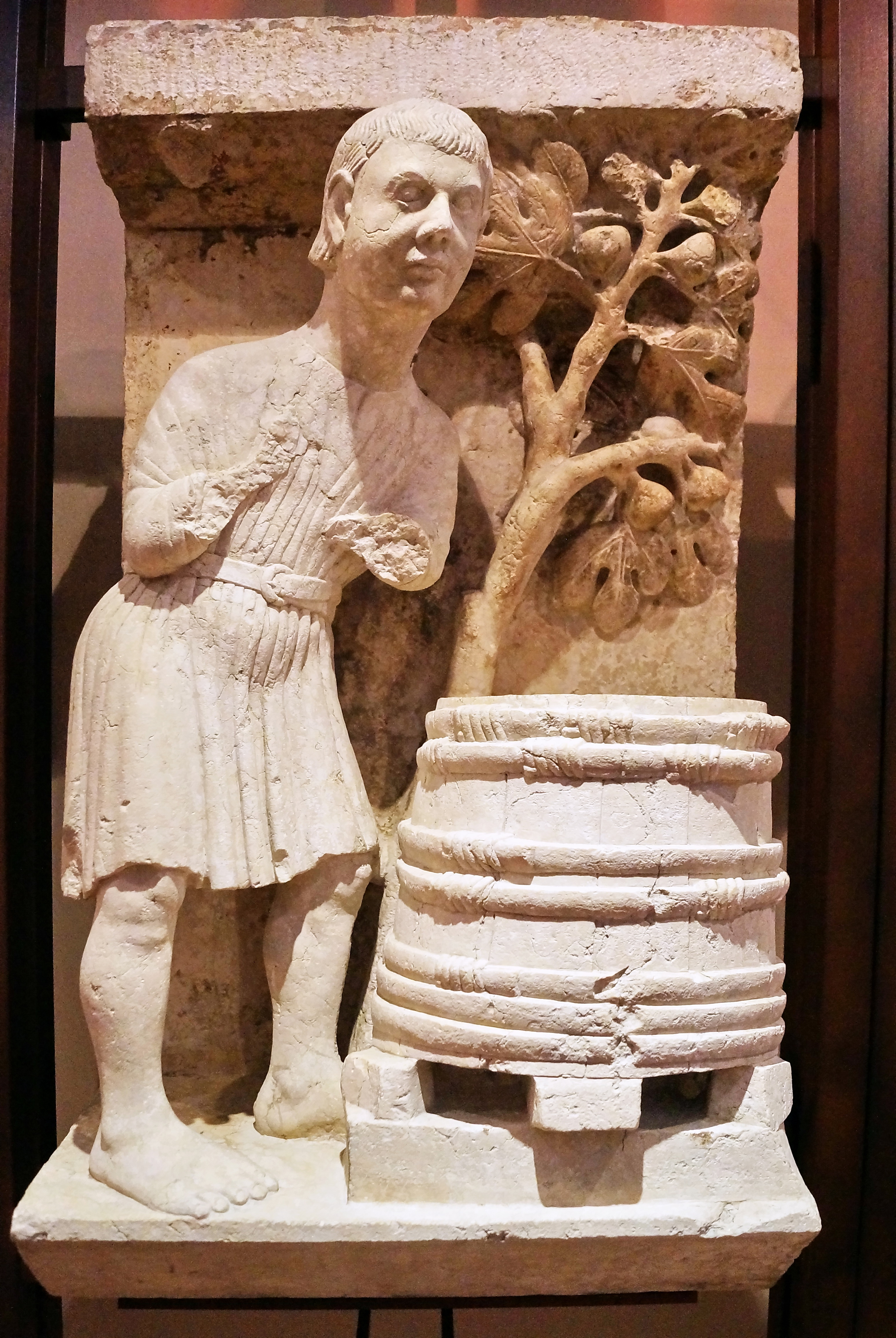
Preparazione della botte, agosto
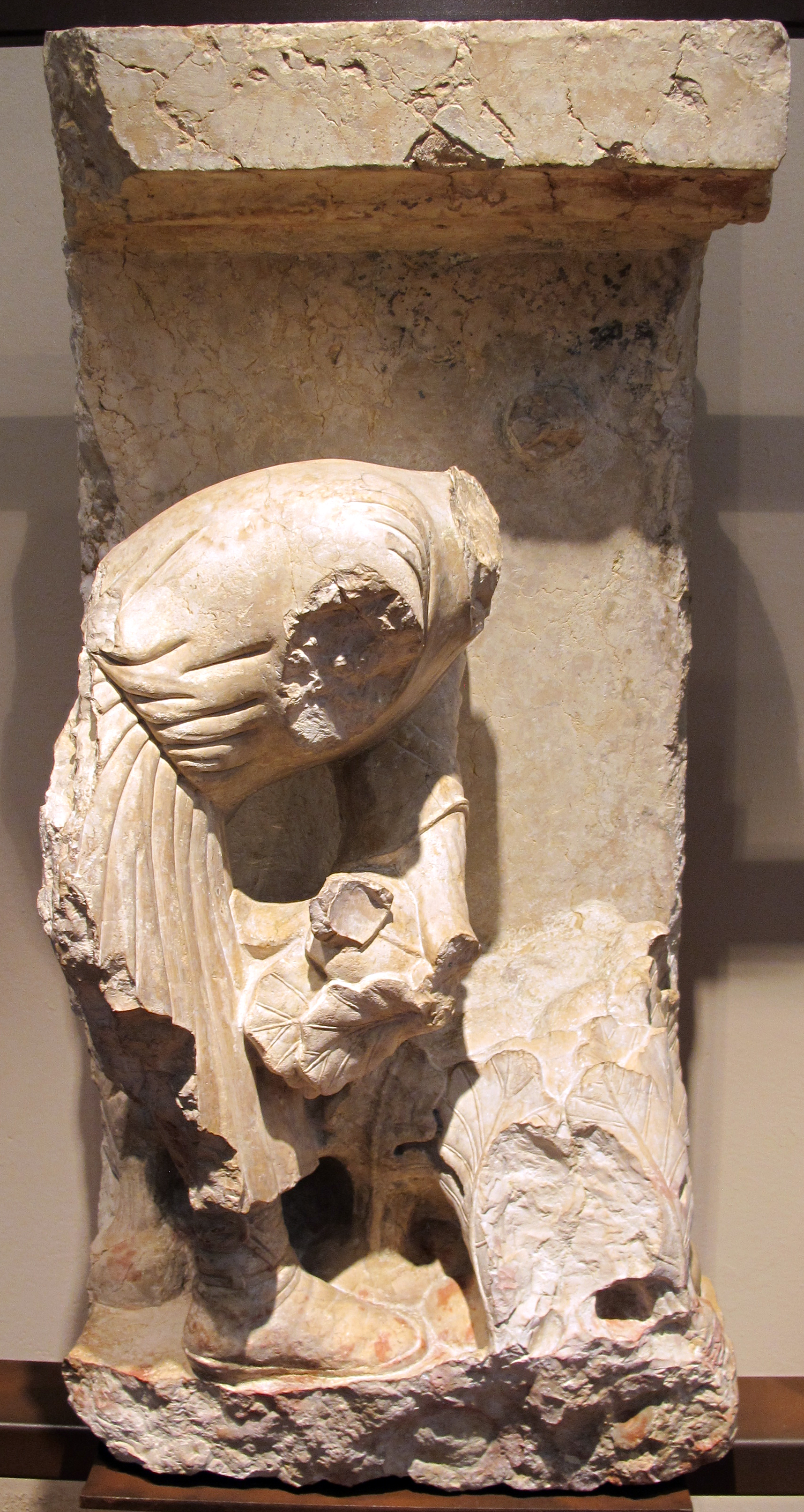
La raccolta delle rape, novembre
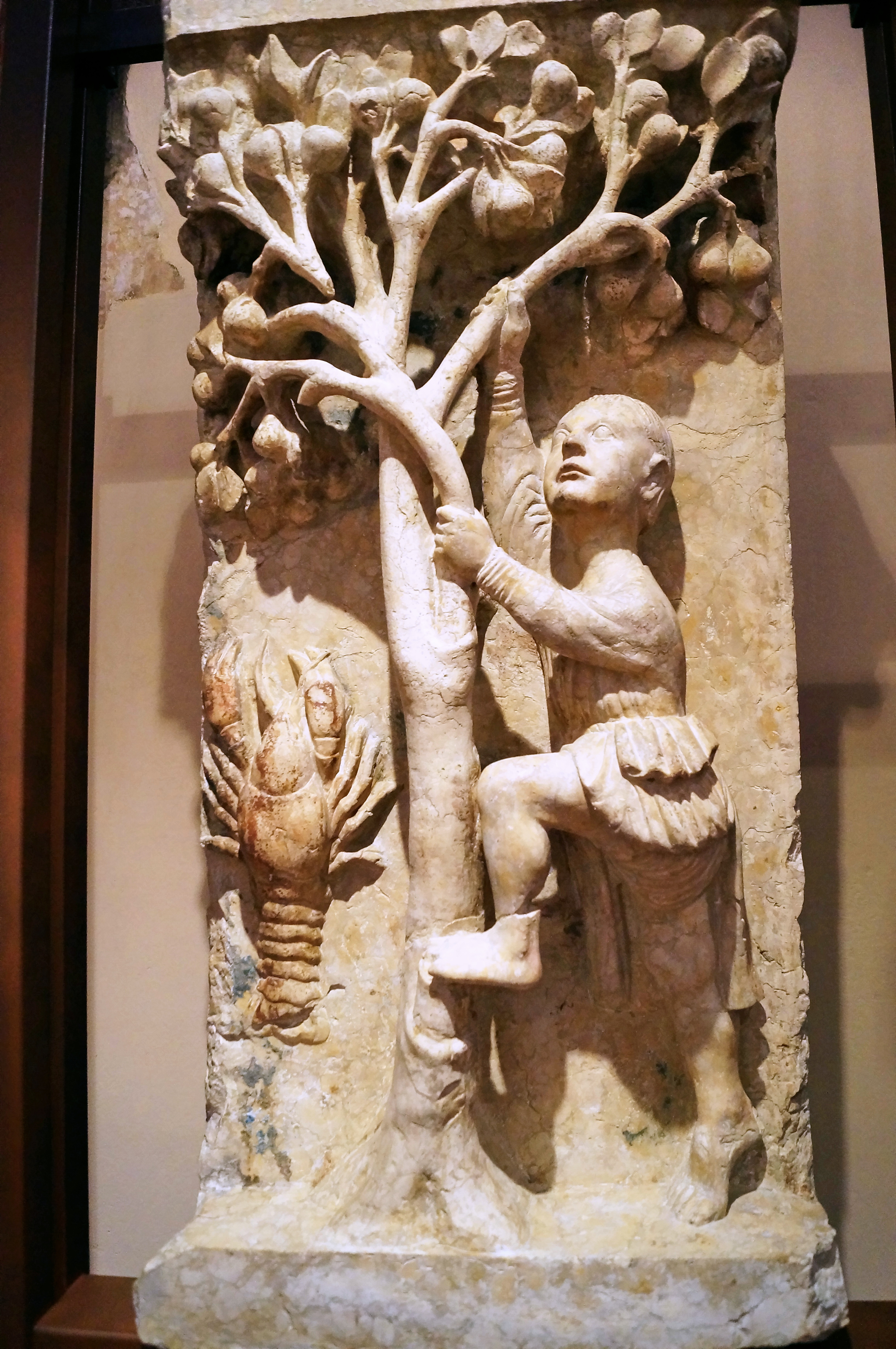
Raccolta della frutta (Gemello che si arrampica sul pero) e Cancro
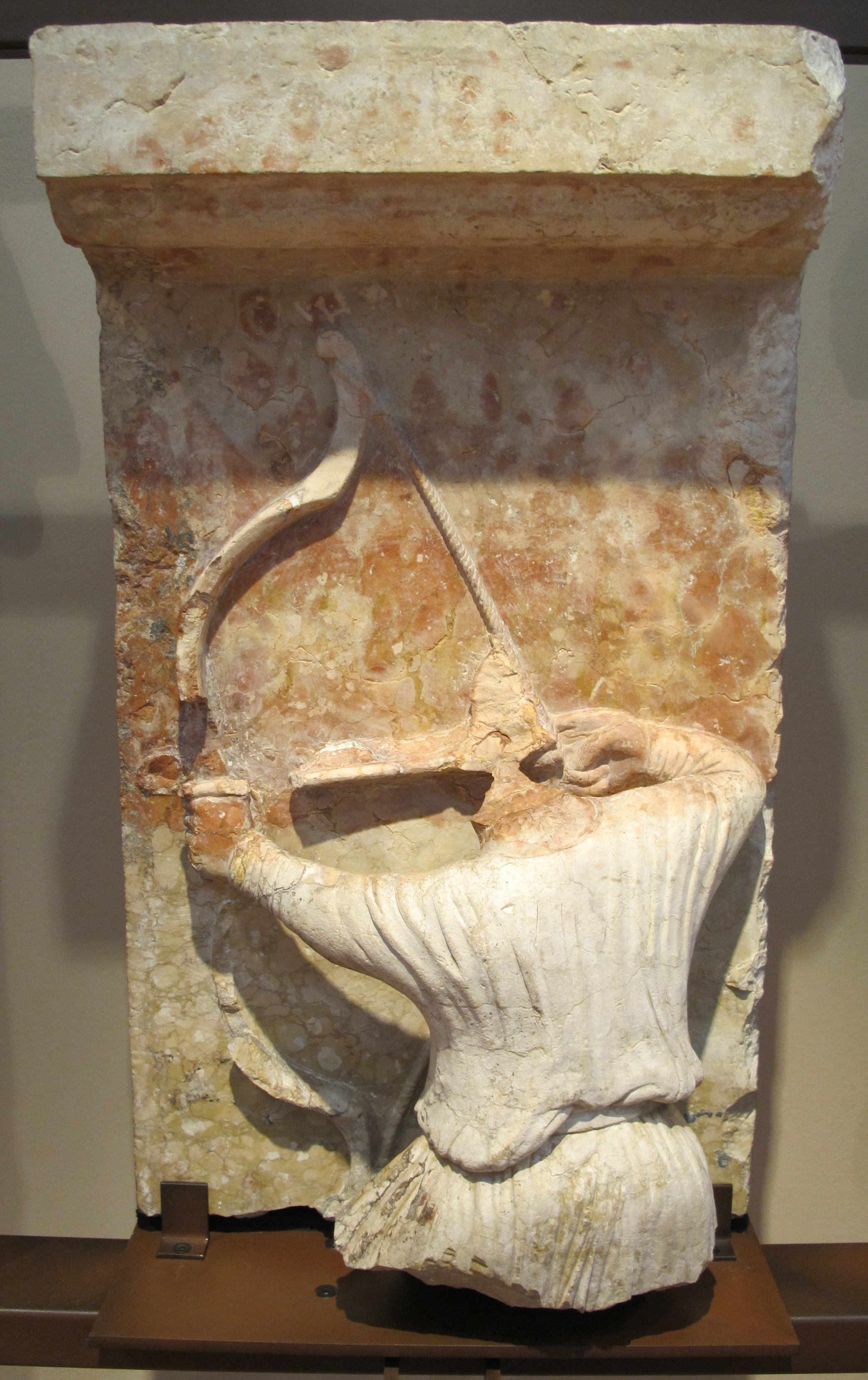
Arciere frammentario, Sagittario
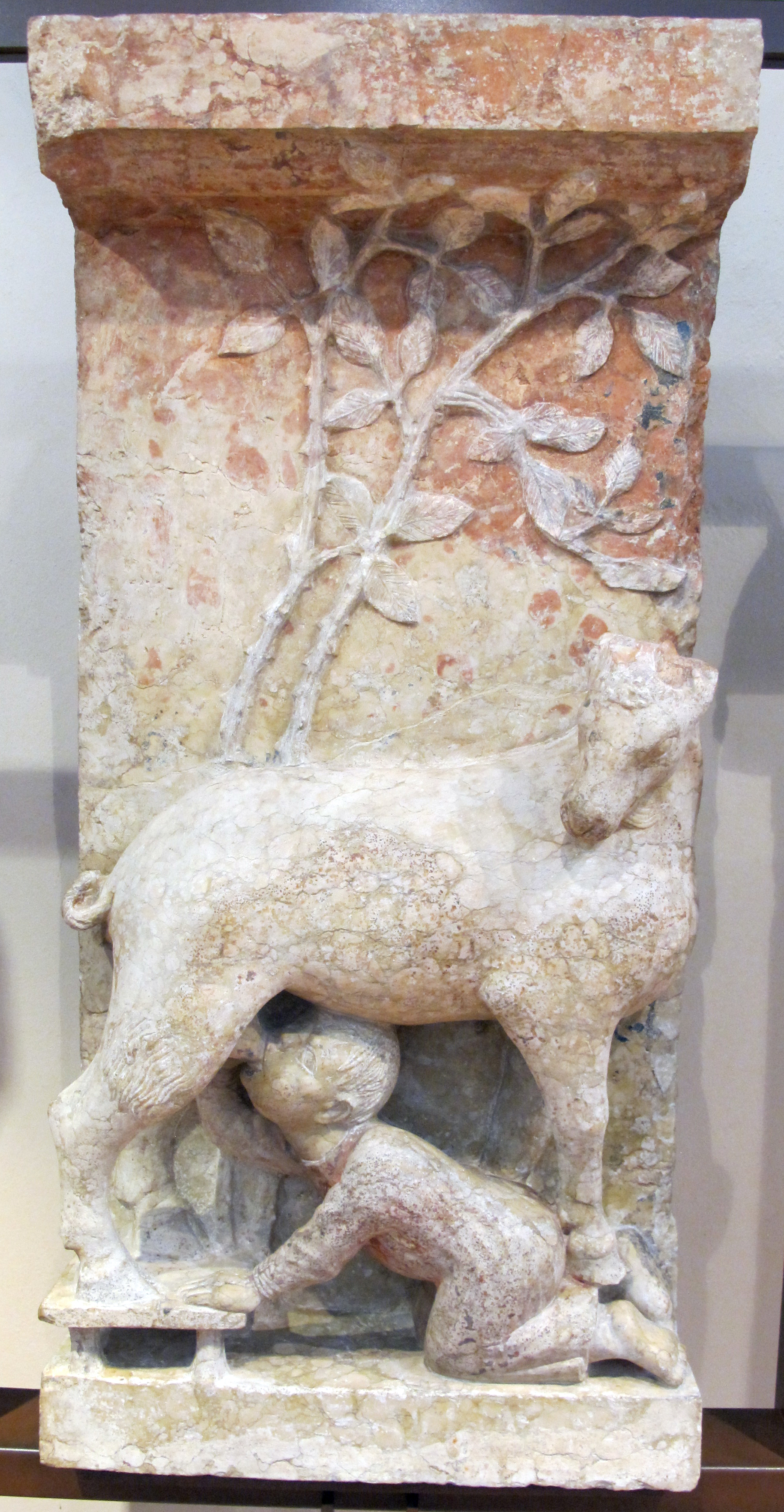
Capra che allatta un fanciullo ,  Capricorno